# Sparbambus
Sparbambus  (лат.) — род пауков из семейства пауков-скакунов. 1 вид. Длина самок около 6 мм. Обнаружен на бамбуке в условиях сходных с местообитанием паука Paracyrba wanlessi.

## Распространение
Полуостров Малайзия (Selangor).

## Классификация
Вид назван по местности обнаружения (Ulu Gombak Field Studies Centre of the University of Malaya).
- Sparbambus gombakensis  Zhang, Woon & Li, 2006